# 몬 (음식)
몬(버마어: မုန့်)은 미얀마 요리에서 쌀가루나 밀가루 등으로 만든 먹거리·주전부리를 일컫는 말이다. 빵이나 떡, 국수부터 달콤한 간식에 이르기까지 다양한 음식이 "몬"으로 불린다.

## 종류

### 국수
- 몬 디
- 몬 힝가

## 같이 보기
- 바인
- 카놈
- 쿠에
- 쿠이